# Gangadharpur
Gangadharpur är en ort i Indien.   Den ligger i distriktet Hugli och delstaten Västbengalen, i den östra delen av landet, 1 300 km sydost om huvudstaden New Delhi. Gangadharpur ligger 11 meter över havet och antalet invånare är 7 862.
Terrängen runt Gangadharpur är mycket platt. Runt Gangadharpur är det mycket tätbefolkat, med 3 623 invånare per kvadratkilometer. Närmaste större samhälle är Shyamnagar, 17,2 km nordost om Gangadharpur. Trakten runt Gangadharpur består till största delen av jordbruksmark.